# Invent Animate
Invent Animate (a veces estilizado como Invent, Animate) es una banda estadounidense de metalcore de Port Neches, Texas. El grupo está formado por el vocalista Marcus Vik, el guitarrista principal Keaton Goldwire, el guitarrista rítmico Trey Celaya, el bajista Caleb Sherraden y el baterista Brody Taylor Smith. 
La banda autoeditaron su EP debut titulado Waves el 13 de marzo de 2012. Después de varias giras regionales y una creciente popularidad en la comunidad djent en línea, la banda firmó con Tragic Hero Records en febrero de 2014.

## Historia

### Formación yWaves(2011–2013)
Invent Animate se formó en 2011 e inmediatamente comenzó a trabajar en su primer EP Waves. El EP de seis pistas fue grabado en 456 Recordings con el productor Brian Hood, ex baterista de MyChildren MyBride. El EP apareció ampliamente en muchos blogs en línea como ItDjents, Chugcore, got-djent, The Daily Mosh, The Djentlemen's Club y más. La canción "Captive" contó con Brendon McMaster de la ahora desaparecida banda de deathcore The Crimson Armada. Después del lanzamiento de su EP, la banda pudo tocar en varios shows apoyando a bandas como Capsize, Elitist, Close to Home y futuros compañeros de sello Erra. A finales de 2012, lanzaron el sencillo "Lightfinder", que incluía a Aaron Matts de Betraying the Martyrs. Lanzaron un par de sencillos en 2013; "Wolf Skin" y "Half Life", el último de los cuales eventualmente llegaría al nuevo álbum, aunque en una forma ligeramente reelaborada y con una afinación diferente.

### Everchanger,Stillworldy salida de English (2014–2019)
El 17 de febrero de 2014, se anunció que Invent Animate firmó un contrato discográfico con Tragic Hero Records uniéndose a bandas de su lista como A Skylit Drive, Everyone Dies in Utah y He Is Legend. Se lanzaría un mini-EP a través del sitio web del sello que incluía dos nuevas canciones tituladas "Courier" y "Native Intellect" que estarían en el próximo álbum. El 29 de julio, la banda publicó a través de su página oficial de Facebook la lista de canciones confirmada de Everchanger, así como su fecha de lanzamiento el 26 de agosto de 2014. La última canción de Everchanger, "Luna", es un tributo al difunto hermano del baterista Trey Celaya, una víctima de suicidio. El álbum fue grabado en 456 Recordings con el productor Brian Hood, quien trabajó con la banda para su EP y sencillos lanzados anteriormente, y Jesse Cash de Erra.
A finales de 2015, la banda decidió seguir adelante sin el miembro fundador Logan Forrest, y el baterista Trey Celaya asumió posteriormente las tareas de guitarra (aunque solo para sesiones de estudio) para futuros álbumes. El 29 de octubre de 2015, la banda lanzó un nuevo sencillo "Darkbloom", que eventualmente aparecería en el próximo esfuerzo de la banda. Su siguiente segundo álbum Stillworld, fue lanzado el 8 de julio de 2016, junto con el vídeo musical de la canción "White Wolf". En junio de 2017, eliminaron la coma de su nombre, que anteriormente estaba estilizado como "Invent, Animate".
El 9 de enero de 2018, el vocalista fundador Ben English anunció en el Facebook de la banda que dejaría la banda y afirmó que "El fuego que una vez me impulsó, ya no es lo que fue", y que continuaría apoyando. la banda hasta el día en que esté en el suelo. Continúa afirmando que la causa de esto fue estar de gira todo el tiempo, lo que le hizo preguntarse si esto era lo que realmente quería seguir haciendo. El 8 de junio, la banda lanzó la versión instrumental de Stillworld.
El 1 de noviembre de 2019, la banda publicó un video corto en sus páginas de Facebook y Twitter que mostraba un nuevo sencillo que se lanzó el 7 de noviembre de 2019.

### Llegada de Vik yGreyview(2019–2021)
El 7 de noviembre de 2019, la banda lanzaría el sencillo "Cloud Cascade" y anunciaría al nuevo vocalista, Marcus Vik, anteriormente vocalista de la banda sueca de metalcore Aviana. A principios de enero de 2020, la banda se unió a Silent Planet, Greyhaven y Currents en la gira Trilogy. El 11 de enero de 2020, justo después de que se anunciara la gira, el bajista Caleb Sherraden declaró que no se uniría a la banda en la gira debido a problemas médicos.
El 24 de enero, la banda lanzó el segundo sencillo "Dark" y anunció su tercer álbum de estudio Greyview, que se lanzó a través de Tragic Hero Records el 13 de marzo de 2020 y es el primer álbum con Marcus Vik en la voz. El 12 de marzo de 2021, un año después del lanzamiento original del álbum, la banda lanzó la versión instrumental de Greyview.

### Heavener(2022–presente)
El 10 de septiembre de 2021, Invent Animate anunció que habían dejado Tragic Hero Records y habían firmado con el sello australiano independiente UNFD. También anunciaron un nuevo EP titulado The Sun Sleeps, As If It Never Was.
A principios de diciembre de 2021, se anunció que Trey Celaya, quien había estado de gira con la banda en el pasado, se uniría a la banda texana de metalcore Fit for a King como su baterista de tiempo completo, luego de la partida del fundador y veterano miembro Jared Easterling. También se aclaró que, si bien Trey seguirá siendo parte del proceso de composición y grabación de Invent Animate, ya no estará de gira con ellos con regularidad.
A principios de febrero de 2022, se anunció que la banda había estado trabajando en la grabación de su próximo álbum y la continuación de Greyview para un lanzamiento tentativo en la primavera de 2022. También se afirmó que esa banda reclutó al líder Landon Tewers de The Plot in You en la producción vocal del próximo álbum.
El 30 de junio de 2022, Invent Animate lanzó el sencillo "Shade Astray", antes de cualquier anuncio oficial del álbum y justo antes de brindar apoyo como uno de los actos de apertura de la gira "Pull from the Ghost" de Erra junto con las bandas de metal australianas, Alpha Wolf y Thornhill durante el verano de 2022. Durante este tiempo, Brody Taylor Smith, el baterista de la banda progresiva de post-hardcore de Atlanta, Satyr, sería reclutado como suplente en vivo en lugar de la ausencia de Celaya. La banda concluyó el resto de ese año como teloneros de Never Say Die! de Impericon 2022 Tour, coencabezada por After the Burial y Suicide Silence en Europa y el Reino Unido durante noviembre de 2022 y lanzará un sencillo de seguimiento, "Elysium" el 8 de noviembre de 2022.
El 6 de febrero de 2023, se lanzó el tercer y principal sencillo del álbum, "Immolation of Night", junto con el anuncio de su cuarto álbum de estudio Heavener, que se lanzó el 17 de marzo de 2023 a través de UNFD. El sencillo restante que precedió al anuncio del álbum fue "Without a Whisper" el 14 de marzo de 2023.
Después de su lanzamiento, Invent Animate realizó una gira junto a Erra como teloneros de la banda de rock de Virginia, Bad Omens durante la primavera de 2023 y está programado para su propia gira principal por América del Norte en promoción del álbum durante el otoño de 2023 con el apoyo de actos australianos y suecos Void of Vision, Thrown y Aviana respectivamente.

## Estilo musical
Invent Animate incorpora elementos de metalcore, metalcore progresivo, metal progresivo, djent y post-hardcore en su música. A menudo presentan arreglos de inicio y parada de paisajes sonoros ambientales tranquilos, e intensas rupturas de metalcore. El trabajo de guitarra de la banda presenta de manera destacada golpeteos deslizantes, disonancia y riffs técnicos. La banda ofrece voces en un amplio rango, que incluyen gritos de tono medio, gruñidos graves y cantos limpios y sombríos. La banda ha sido comparada con Erra, Northlane, Architects, Misery Signals, Reflections y The Air I Breathe.

## Discografía
Álbumes de estudio
| Título      | Detalles del álbum                                       |
| ----------- | -------------------------------------------------------- |
| Everchanger | - Publicación: 22 de agosto de 2014 - Sello: Tragic Hero |
| Stillworld  | - Publicación: 8 de julio de 2016 - Sello: Tragic Hero   |
| Greyview    | - Publicación: 13 de marzo de 2020 - Sello: Tragic Hero  |
| Heavener    | - Publicación: 17 de marzo de 2023 - Sello: UNFD         |

EPs
| Título                              | Detalles del EP                                           |
| ----------------------------------- | --------------------------------------------------------- |
| Waves                               | - Publicación: 12 de marzo de 2012 - Sello: Independiente |
| The Sun Sleeps, as If It Never Was  | - Publicación: 23 de septiembre de 2021 - Sello: UNFD     |
| Bloom In Heaven (con Silent Planet) | - Publicación: 28 de marzo de 2025 - Sello: UNFD          |

Sencillos
| Título                                                   | Año  | Álbum                              |
| -------------------------------------------------------- | ---- | ---------------------------------- |
| "Lightfinder" (con Aaron Matts de Betraying the Martyrs) | 2012 |                                    |
| "Wolf Skin"                                              | 2013 |                                    |
| "Half Life"                                              | 2013 |                                    |
| "Courier"                                                | 2014 | Everchanger                        |
| "Native Intellect"                                       | 2014 | Everchanger                        |
| "Nocturne: Lost Faith"                                   | 2014 | Everchanger                        |
| "Naturehold" (con Jesse Cash de Erra)                    | 2014 | Everchanger                        |
| "Darkbloom"                                              | 2015 | Stillworld                         |
| "Celestial Floods"                                       | 2016 | Stillworld                         |
| "White Wolf"                                             | 2016 | Stillworld                         |
| "Cloud Cascade"                                          | 2019 | Greyview                           |
| "Dark"                                                   | 2020 | Greyview                           |
| "Halcyon"                                                | 2020 | Greyview                           |
| "Monarch"                                                | 2020 | Greyview                           |
| "The Sun Sleeps"                                         | 2021 | The Sun Sleeps, as If It Never Was |
| "Shade Astray"                                           | 2022 | Heavener                           |
| "Elysium"                                                | 2022 | Heavener                           |
| "Immolation of Night"                                    | 2023 | Heavener                           |
| "Without a Whisper"                                      | 2023 | Heavener                           |
| "Heavener"                                               | 2023 |                                    |
| "Sleepless Deathbed"                                     | 2024 |                                    |